# Gavião

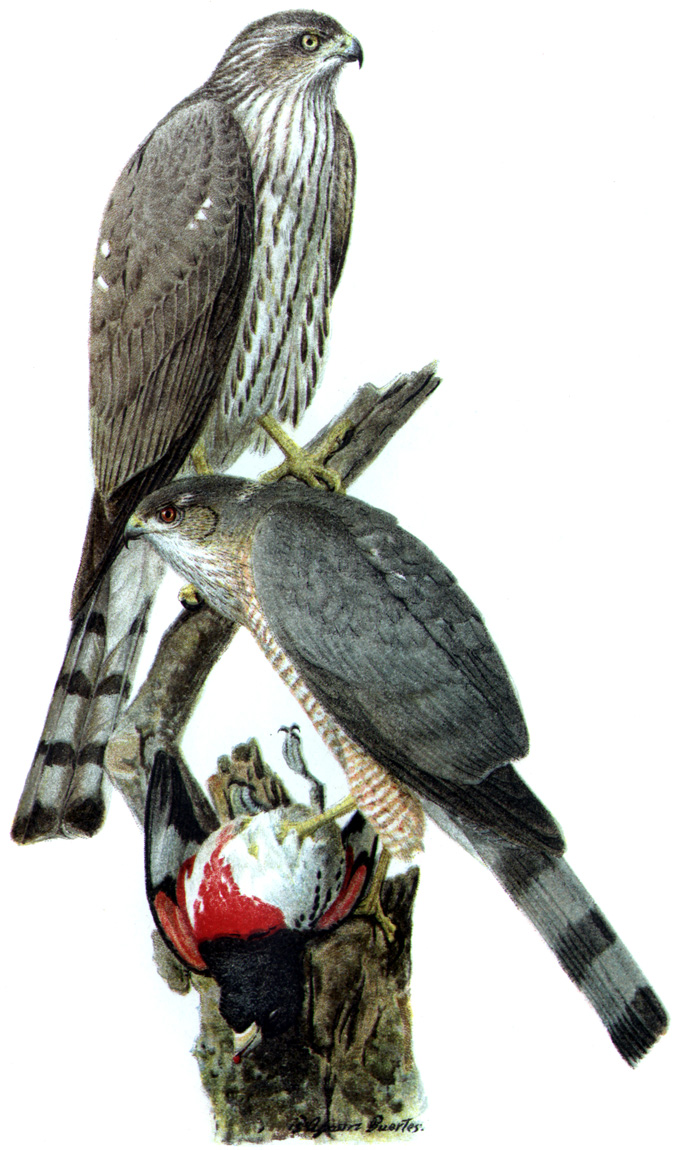
Tauató-miúdo, um pequeno membro da subfamília Accipitrinae

Os gaviões são aves de rapina da família dos Acipitrídeos. Os gaviões são comuns em todos os continentes, com exceção da Antártica.
- A subfamília Accipitrinae inclui açores, gavião-da-europa, tauató-miúdo e outros. Esta subfamília são principalmente aves da floresta com caudas longas e alta acuidade visual. Eles caçam correndo de repente de um poleiro escondido.[4]
- Na América, os membros do grupo Buteo também são chamados de gaviões; este grupo é chamado de "buzzards" em outras partes do mundo. Geralmente, eles têm asas largas e construções robustas, além de asas relativamente maiores, cauda mais curta e voam distâncias maiores em áreas abertas do que os aciptrídeos. Estes animais descem ou atacam suas presas em vez de caçar em uma rápida perseguição horizontal.

Todos estes grupos são membros da família Accipitridae, que inclui os gaviões e buzzards, assim como os milhafres, harriers e águias. Alguns autores, ainda, usam "gavião" geralmente para qualquer aciptrídeo pequeno a médio que não seja uma águia.

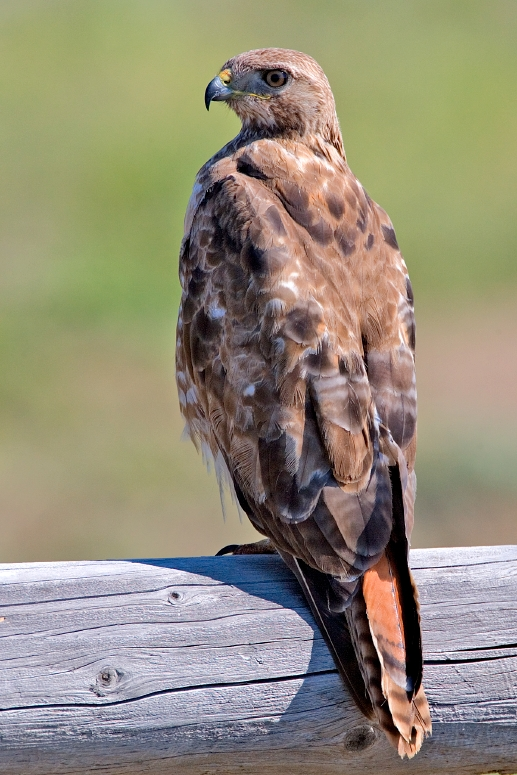
Um búteo-de-cauda-vermelha (Buteo jamaicensis), um membro do grupo Buteo

Os nomes comuns de algumas aves incluem o termo "gavião", refletindo o uso tradicional e não a taxonomia.

## Algumas espécies
- Gavião-asa-de-telha (Parabuteo unicinctus)
- Gavião-azul (Leucopternis schistacea)
- Gavião-belo (Busarellus nigricollis)
- Gavião-Caracoleiro (Chondrohierax uncinatus)
- Gavião-bombachina (Harpagus diodon)
- Gavião-bombachinha-grande (Accipiter bicolor)
- Gavião-branco (Leucopternis albicollis)
- Gavião-caboclo (Buteogallus meridionalis)
- Gavião-caçador (Buteo albonotatus)
- Gavião-caipira - ver Gavião-preto
- Gavião-caracoleiro (Chondrohierax uncinatus)
- Gavião-caramujeiro (Rostrhamus sociabilis)
- Gavião-caranguejeiro (Buteogallus aequinoctialis)
- Gavião-caranguejeiro-negro (Buteogallus anthracinus)
- Gavião-carijó (Rupornis magnirostris)
- Gavião-cinzento (Circus cinereus)
- Gavião-da-europa (Acipiter nisus)
- Gavião-de-anta (Daptrius ater)
- Gavião-de-asa-larga (Buteo platypterus)
- Gavião-de-cabeça-cinza (Leptodon cayanensis)
- Gavião-de-cara-preta (Leucopternis melanops)
- Gavião-de-cauda-curta (Buteo brachyurus)
- Gavião-de-costas-vermelhas (Buteo polyosoma)
- Gavião-de-pé-curto (Accipiter brevipes)
- Gavião-Gato-Do-Nordeste (Leptodon forbesi), endémico do Brasil
- Gavião-de-rabadilha-branca (Buteo leucorrhous)
- Gavião-de-rabo-branco (Buteo albicaudatus)
- Gavião-de-sobre-branco (Buteo leucorrhous)
- Gavião-de-sobrancelha (Leucopternis kuhli)
- Gavião-do-igapó (Rostrhamus hamatus)
- Gavião-do-mangue (Circus buffoni)
- Gavião-do-mississipi (Ictinia mississippiensis)
- Gavião-miudinho (Accipiter superciliosus)
- Gavião-miúdo (Accipiter erythronemius)
- Gavião-papa-gafanhoto (Buteo swainsoni)
- Gavião-pedrês (Asturina nitida)
- Gavião-peneira (Elanus leucurus)
- Gavião-pernilongo (Geranospiza caerulescens)
- Gavião-pombo-grande (Leucopternis polionotus)
- Gavião-pombo-pequeno (Leucopternis lacernulatus), endémico do Brasil
- Gavião-preto (Buteogallus urubitinga)
- Gavião-rapina (Harpagus bidentatus)
- Gavião-sauveiro (Ictinia plumbea)
- Gavião-shikra (Accipiter badius)
- Gavião-tesoura (Elanoides forficatus)
- Gaviãozinho (Gampsonyx swainsonii)